# Takehisa Sakamoto
Takehisa Sakamoto (坂本 武久 Sakamoto Takehisa?,  nacido el 26 de agosto de 1971 en Yamanashi) es un exfutbolista japonés. Jugaba de guardameta y su último club fue el Ventforet Kofu de Japón.

## Trayectoria

### Clubes
| Club           | País  | Año         |
| -------------- | ----- | ----------- |
| Ventforet Kofu | Japón | 1994 - 2000 |